# Allard Pierson Museum

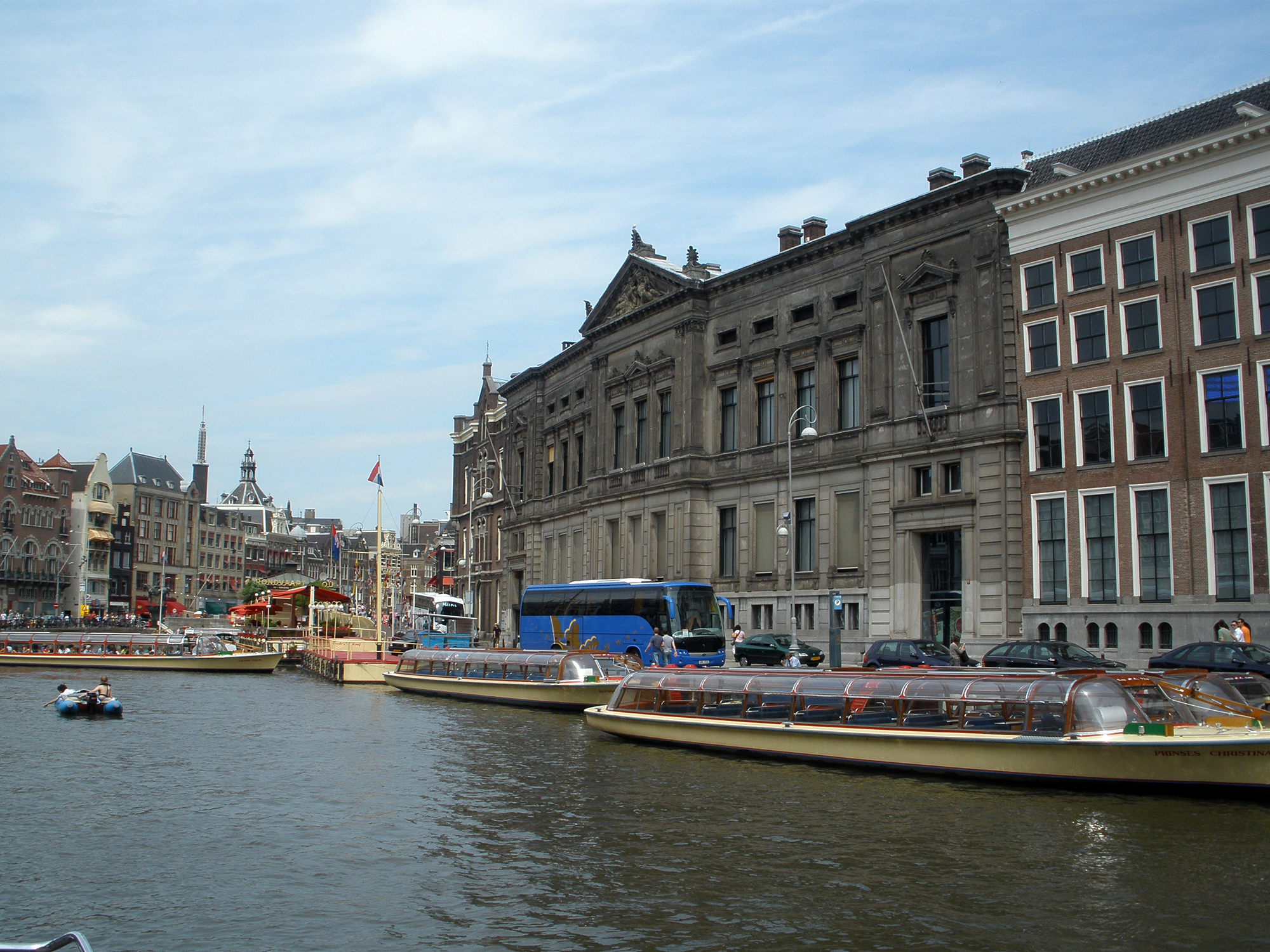
Allard Pierson Museum (2008)

Das Allard Pierson Museum ist das archäologische Museum der Universität von Amsterdam. Es liegt am Oude Turfmarkt in Amsterdam. Im Allard Pierson Museum sind Artefakte aus dem Alten Ägypten, dem Alten Orient, dem antiken Griechenland, aus Etrurien sowie aus dem Römischen Reich gesammelt und ausgestellt.

## Geschichte
Der Name des Museums geht auf Allard Pierson (1831–1896), den ersten Professor für Klassische Archäologie der Universität Amsterdam, zurück. Pierson stellte zwischen 1877 und 1895 eine Sammlung von Gipsabgüssen zusammen. Sein Nachfolger war Jan Six, der über eine große Sammlung von Büchern und antiken Objekten verfügte. Als Six 1926 verstarb, erwies sich diese Sammlung für die Universität als unerlässlich. 1932 gründete Piersons Sohn, der Bankier Jan Lodewijk Pierson, die Allard Pierson Stichting, um eine Antikensammlung für Forschung und Lehre zu schaffen. Die Sammlung wurde in einem Gebäude an der Weesperzijde in Amsterdam untergebracht, wo das oberste Stockwerk als Museum diente.
Die Sammlung wuchs durch Erwerbungen, Schenkungen und Leihgaben von Artefakten und Dokumenten. Das Allard Pierson Museum wurde am 12. November 1934 offiziell in einem Gebäude an der Sarphatistraat 129–131 (Ecke Roeterstraat) eröffnet. Dieses Gebäude erwies sich mit der Zeit als zu klein.

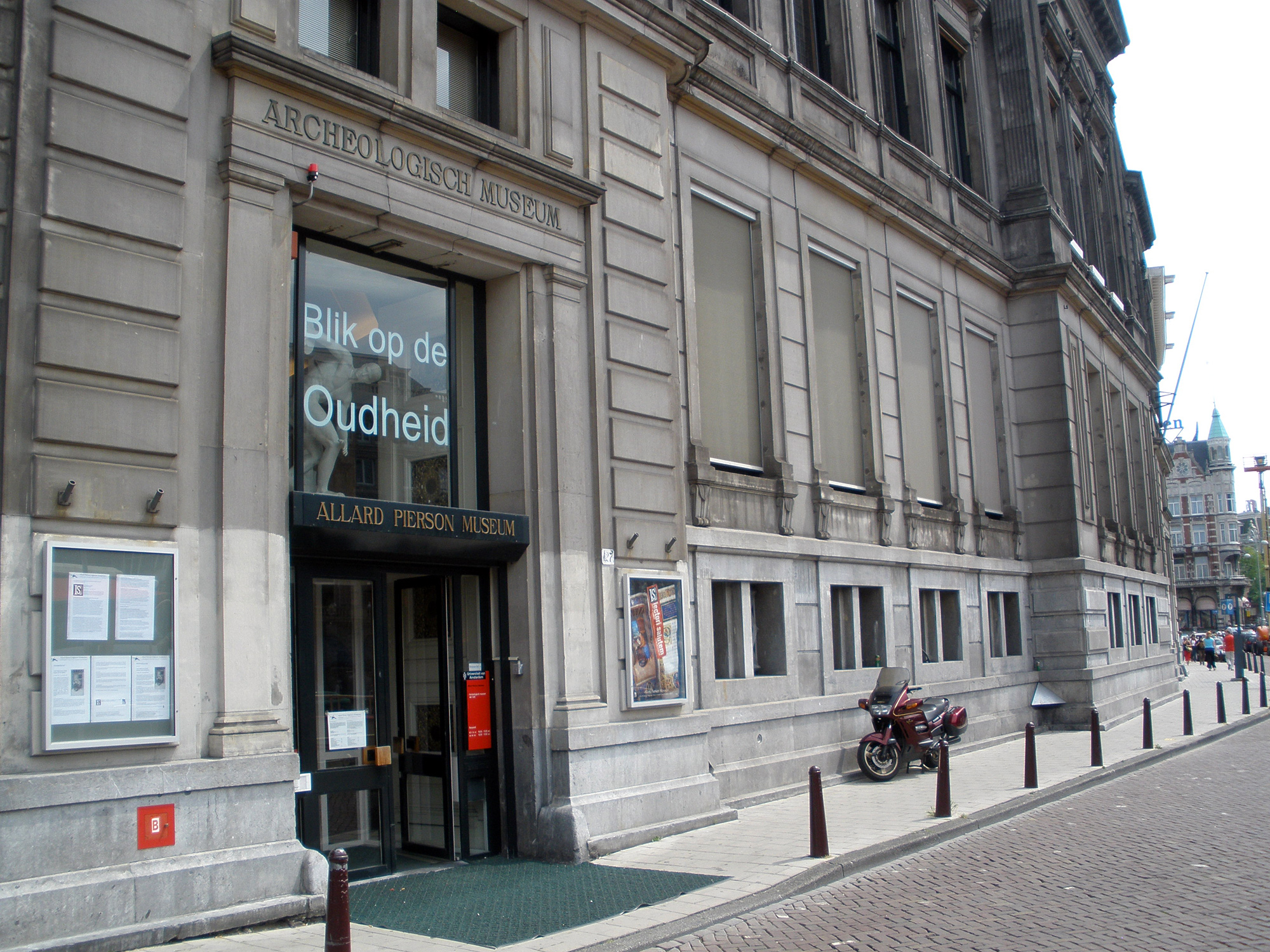
Eingang des Museums

Ein größeres Gebäude wurde verfügbar, als die Nederlandsche Bank 1976 ihren monumentalen Sitz am Oude Turfmarkt 127 verließ. Anlässlich der Neueröffnung des Museums in diesem Gebäude durch Prinzessin Beatrix am 6. Oktober 1976 erhielt das Museum einige große Skulpturen geschenkt.
Direktoren
- 1934–1945: Geerto Snijder
- 1946–1965: Emilie Haspels
- 1965–1986: Jaap M. Hemelrijk
- 1986–2009: Herman A. G. Brijder
- 2009–2022: Wim Hupperetz
- seit 2022: Els van der Plas

### Affäre „Krim-Gold“
Kulturschätze aus 4 Museen der Krim, Ukraine, kamen 2014 als Leihgabe für eine Ausstellung ins Allard-Pierson-Museum – 565 Objekte, einige aus Gold, bis über 2000 Jahre alt. Vor dem Zeitpunkt der geplanten Rückgabe war die Krim (2014) von Russland militärisch besetzt und annektiert worden. Das Museum sah die Besitzverhältnisse ungeklärt, Anspruch erhoben die von Russland geführten Museen und der ukrainische Staat. Gerichte entschieden 2016, 2021 und am 9. Juni 2023 der Hohe Rat der Niederlande in Den Haag, dass die Kulturgüter an die Ukraine zurückgegeben werden müssen; der Staat Ukraine habe „ein legitimes Interesse am Schutz seines kulturellen Erbes.“

## Die Sammlung
Vertreten sind Kunstwerke und Bedarfsgegenstände aus dem Alten Ägypten, dem Alten Orient, dem antiken Griechenland, aus Etrurien sowie aus dem Römischen Reich. Die Sammlung enthält Objekte aus einem von 4000 v. Chr. bis 500 n. Chr. reichenden Zeitraum sowie Modelle antiker Tempel und anderer Gebäude. In der altägyptischen Abteilung werden in einem Raum, der sich dem Tod in der ägyptischen Kultur widmet, Mumien, Sarkophage und ein Film über den Vorgang der Mumifizierung gezeigt. Ein Dachraum mit Gipsabgüssen bekannter römischer und griechischer Statuen kann nur im Rahmen von Führungen besichtigt werden.

## Förderverein
Die Vereniging van Vrienden van het Allard Pierson Museum (Vereinigung der Freunde des Allard-Pierson-Museums) wurde 1969 gegründet und unterstützt mit ihren ungefähr 1500 Mitgliedern die Ausstellungen und Aktivitäten des Museums.